# Johann Frint
Johann Frint, avstro-ogrski častnik, vojaški pilot in letalski as, * 6. maj 1888, Budimpešta, † 25. februar 1918, Bolzen (KIFA).
Stotnik Frint je v svoji vojaški službi dosegel 6 zračnih zmag.

## Življenjepis
Med prvo svetovno vojno je bil pripadnik Flik 23.

## Odlikovanja
- red železne krone 3. razreda
- srebrna vojaška zaslužna medalja